# مقاطعة سبين بولدك
سبين بولدك هي مقاطعة أفغانية في الجزء الشرقي من ولاية قندهار، تحدها مقاطعة دامان ‏ إلى الغرب، و مقاطعة أرغستان ‏ في الشمال، و مقاطعة قلعة عبد الله ‏ الباكستانية إلى الشرق و مقاطعة شوراوك ‏ إلى الجنوب. قدر عدد السكان بـ 100.400 في عام 2006. مركز المقاطعة هو مدينة سبين بولدك، وتقع في الجزء الغربي من المقاطعة على الطريق إلى باكستان.
المقاطعة مأهولة في الغالب من قبل نورزي ‏ وأشكزي ‏ البشتونية.
في 21 نوفمبر 2009، قُتل خمسة من أفراد قوة الحدود الأفغانية ‏ بانفجار قنبلة على جانب الطريق. وفي اليوم نفسه، قتل أيضًا قائد شرطة المقاطعة، وفقًا لمتحدث باسم طالبان. قُتل ما لا يقل عن 100 شخص في إطلاق نار جماعي [الإنجليزية] عام 2021.

## روابط خارجية
- مركز شرطة الحدود الأفغانية مفتوح للعمليات على مدار 24 ساعة في سبين بولداك، من قبل الرقيب. بريندان ماكي، قوة المهام المشتركة Arrowhead (17 يوليو 2012)
- خريطة مقاطعة AIMS